# باشا بکری
باشا بکری (انگلیسی: Basha Bakri؛ زادهٔ ۱۹۲۷) تیرانداز اهل سودان بود. وی در بازی‌های المپیک تابستانی ۱۹۶۰ شرکت کرده‌است.